# Paste (Unix)
Pour les articles homonymes, voir Paste.
paste est une commande Unix qui permet de joindre des fichiers horizontalement, c'est-à-dire de concaténer leurs premières lignes en les séparant avec des tabulations, puis leurs deuxièmes, etc.